# Beechcraft T-6 Texan II
Beechcraft T-6 Texan II är ett enmotorigt turbopropflygplan byggt av Raytheon Aircraft Company (nu Hawker Beechcraft).
T-6:an används av USA:s flygvapen och flotta för grundläggande pilotutbildning. Flygplanet ersatte flygvapnets Cessna T-37 Tweet och flottans Beechcraft T-34 Mentor. T-6 används också som skolflygplan av Kanadas flygvapen (benämnd CT-156 Harvard II), Tysklands flygvapen, grekiska flygvapnet, det israeliska flygvapnet (benämnd Efroni), och det irakiska flygvapnet.

## Utveckling
T-6 är en utveckling av Pilatus PC-9, modifierad väsentligt av Beechcraft för att komma in i det så kallade Joint Primary Aircraft Training System (JPATS), ett flygplansprogram utlyst av det amerikanska flygvapnet under 1990-talet som T-6 även vann.
Ett liknande arrangemang mellan Pilatus och British Aerospace hade också startats av det brittiska flygvapnet under 1980-talet, dock föll valet på Short Tucano. Flygplanet försågs med sin beteckning under 1962 och namngavs som "T-6 Texan" för flera decennier tidigare.
Varumärket Beechcraft blev sedan uppköpt från Raytheon av Onex Corporation, ett kanadensiskt investmentbolag som behöll namnet Hawker Beechcraft.
Den JPATS-vinnande utformningen baserades på ett kommersiellt Pilatus PC-9 med mindre modifieringar. Ytterligare krav och konflikter mellan flygvapnet och marinen ledde till förseningar och ökade kostnader (från ursprungliga beräkningarna på 3,9 till ungefär 6 miljoner dollar per flygplan) och ett helt nytt flygplan som var 22 procent eller cirka 500 kilogram tyngre än Pilatus.

## Historia

### USA
T-6A infördes till Moody Air Force Base och Randolph Air Force Base under 2000-2001, och flygvapnet skrev på kontraktet för fullskalig produktion i december 2001. Laughlin Air Force Base började flyga T-6 år 2003 där det nu är det primära skolflygplanet, ersättare för T-37. Vance Air Force Base gick över från T-37 till T-6 under 2006. Det året började Columbus Air Force Base sin övergång, och pensionerade sin sista T-37 i april 2008. Det sista aktiva USAF T-37B pensionerades vid Sheppard Air Force Base under sommaren 2009.

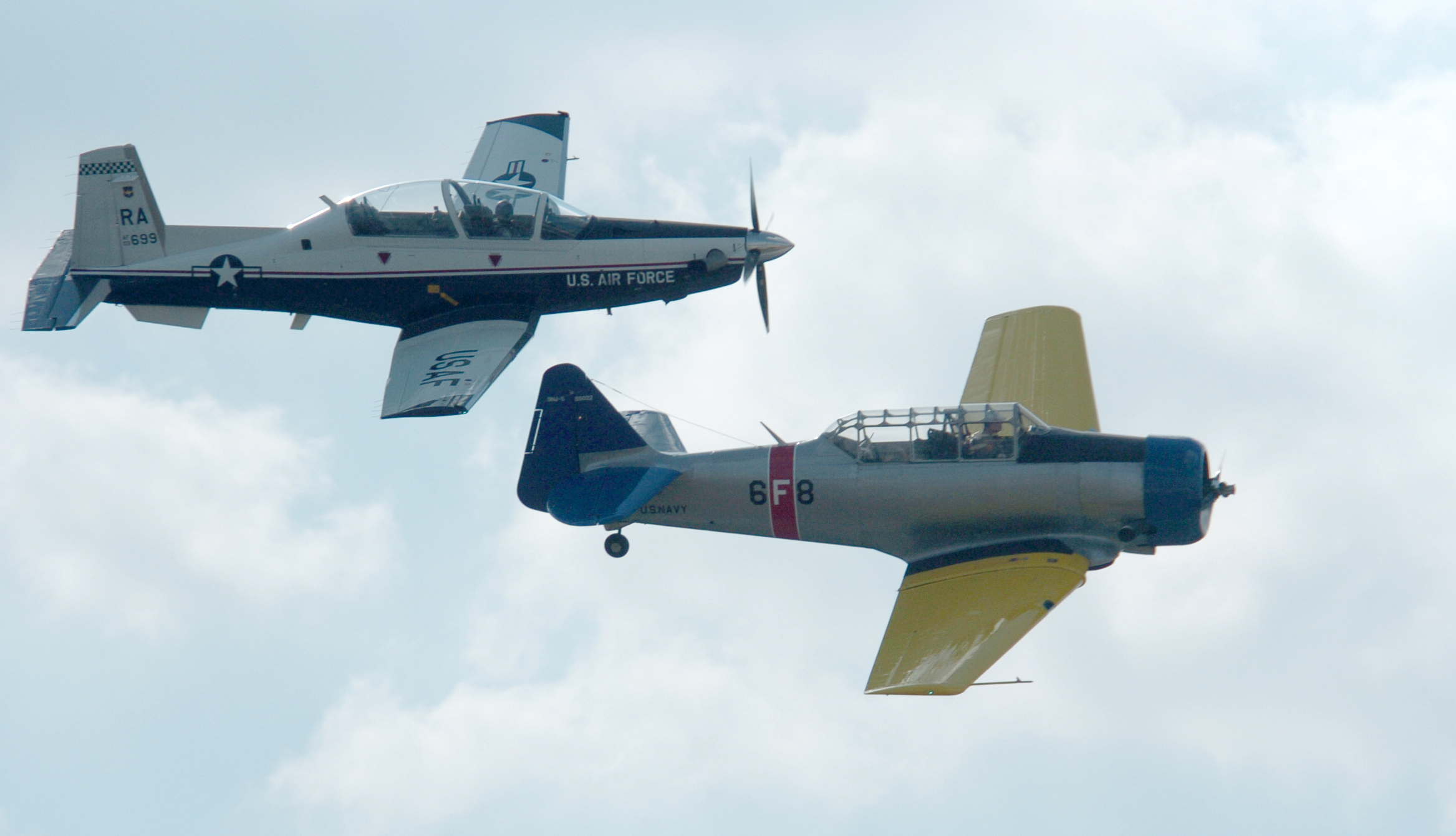
Ett original T-6A Texan-flygplan, till höger, med den nya T-6 Texan II på Randolph Air Force Base i Texas 2007

T-6A ersatte även alla T-34C för utbildningen vid Naval Air Station Pensacola i början av 2005 på NAS Whiting Field i slutet av sommaren 2009 och anläggningen kommer att använda sig av båda flygplanen under övergångsperioden de närmaste åren. Flygutbildning på NAS Corpus Christi kommer att fortsätta att använda T-34C som det primära skolflygplanet fram till ankomsten av T-6B, som är planerad till 2012. Den 18 maj 2010 genomfördes den första utbildningen med en T-6B på Corpus Christi.

### Kanada
CT-156 Harvard II är en variant för pilotutbildning i Natos utbildningsprogram Nato Flying Training in Kanada (NFTC) vid Moose Jaw, Saskatchewan.
Flygplanen hyrs ut till flygvapnet av Bombardier. Cockpitlayout, prestanda och annat är lik skolflygplansmodellen av CT-155 Hawk som också används av NFTC. Nato har 25 Harvard II flygplan i programmet som ägs och underhålls av Bombardier.

### Grekland
Greklands flygvapen driver 25 T-6A och 20 T-6A NTA-flygplan.

### Israel
Den 9 juni 2008 meddelade USA:s försvarsdepartement en eventuell försäljning av 25 T-6A till Israel för det israeliska flygvapnet. I juli 2009 levererade Beechcraft de första fyra av 20 T-6A enligt avtal med det israeliska flygvapnet.

### Irak
Den 16 december 2009 levererades fyra av 15 T-6A flygplan levereras till Irak i ett kontrakt värt 210 miljoner dollar. Detta motsvarar ett genomsnitt av 14 miljoner dollar per flygplan med service och inkluderade utbildning. De första åtta flygplan som köptes in av regeringen i Irak anlände till Tikrit i slutet av januari 2010. De senaste 7, som köpts av USA, väntas levereras i slutet av december 2010.

### Marocko
I oktober 2009 meddelade Hawker Beechcraft försäljningen av 24 T-6C till marockanska flygvapnet.

## Varianter

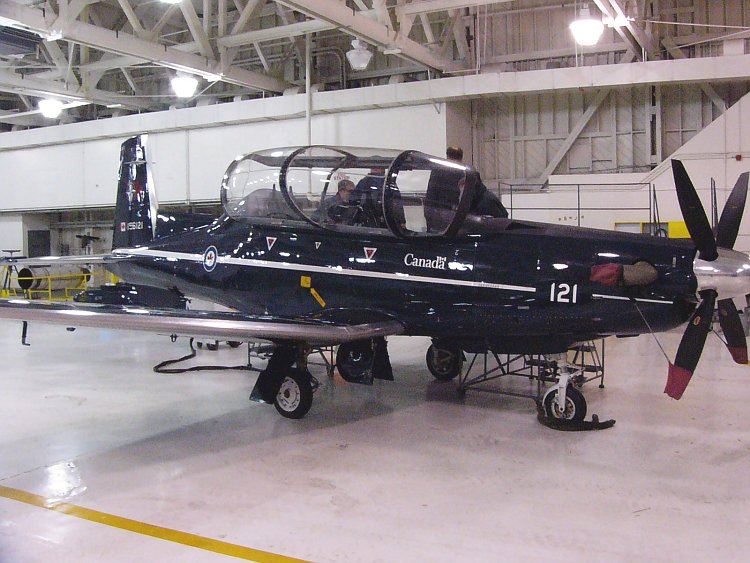
En CT-156 Harvard II vid Moose Jaw 2005

T-6A Texan IIStandardversion för USAF, USN, och Greklands flygvapen (HAF).
T-6A NTA Texan IIBeväpnad version av T-6A för HAF. T-6A NTA har förmågan att bära raketer, automatkanoner, externa bränsletankar och bomber.
T-6B Texan IIUppgraderad version av T-6A med en digital glascockpit som inkluderar en head-up display (HUD), multifunktionsdisplay (FMF) och så kallad Hands On Throttle And Stick (HOTAS), reglage som inte kräver att man släpper styr- eller gasreglage för att nå.
AT-6B Texan IIBeväpnad version av T-6B för inledande vapenutbildning eller lätta attackroller. Den har samma digitala cockpit men uppgraderas med bland annat flera vapenkonfigurationer och integrerade elektro-optiska sensorer. Motoreffekten ökas till 1 600 hk och ramstrukturen förstärks.
T-6C Texan IIUppgraderad version av T-6B med hårdare vingspetsar.
CT-156 Harvard IIVersion av T-6A för kanadensiska flygvapnet. Cockpitlayout baserad på CT-155 Hawk.

## Användare
Kanada
- Kanadas flygvapen[7]

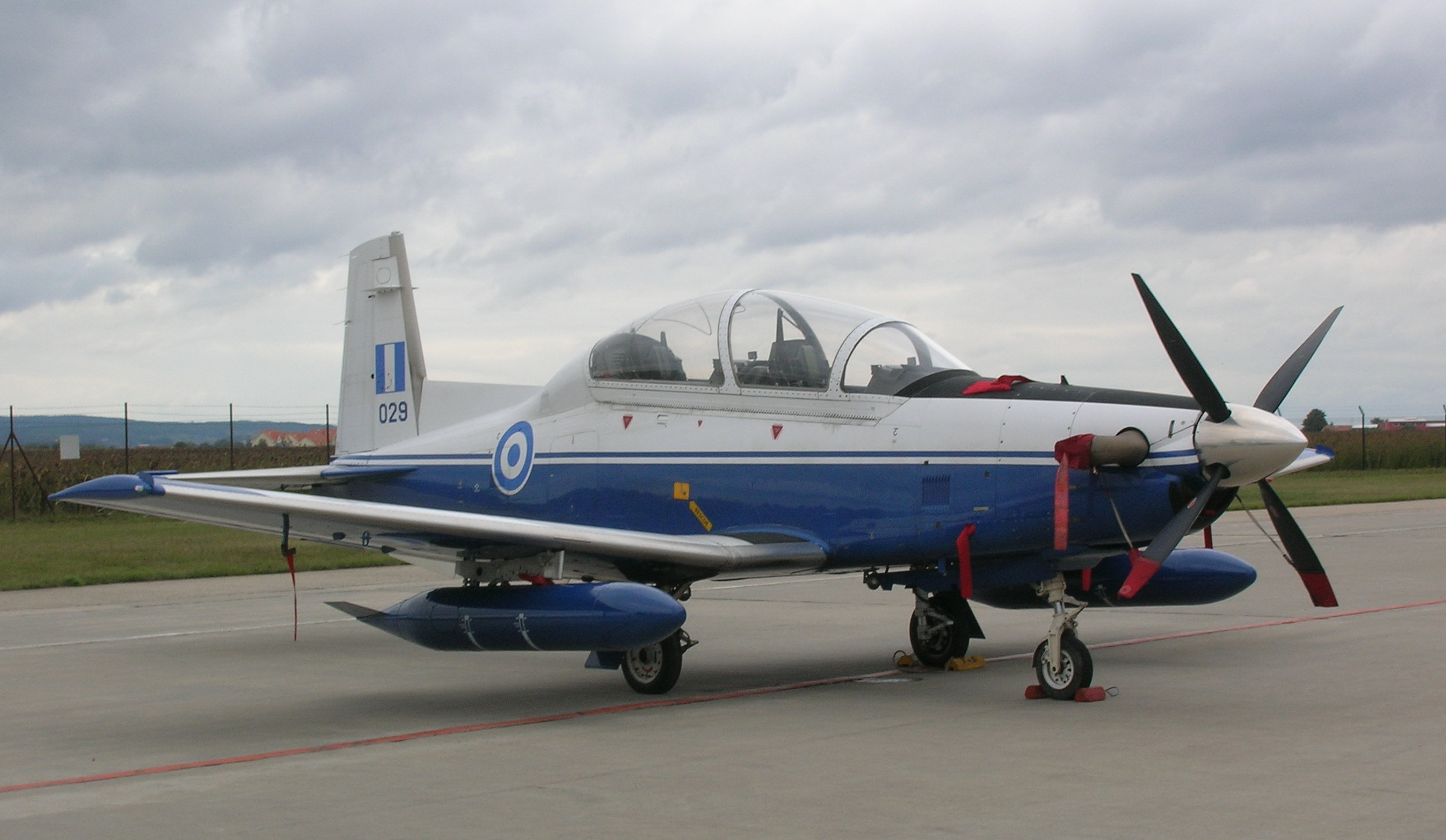
En T-6A Texan II från grekiska flygvapnet

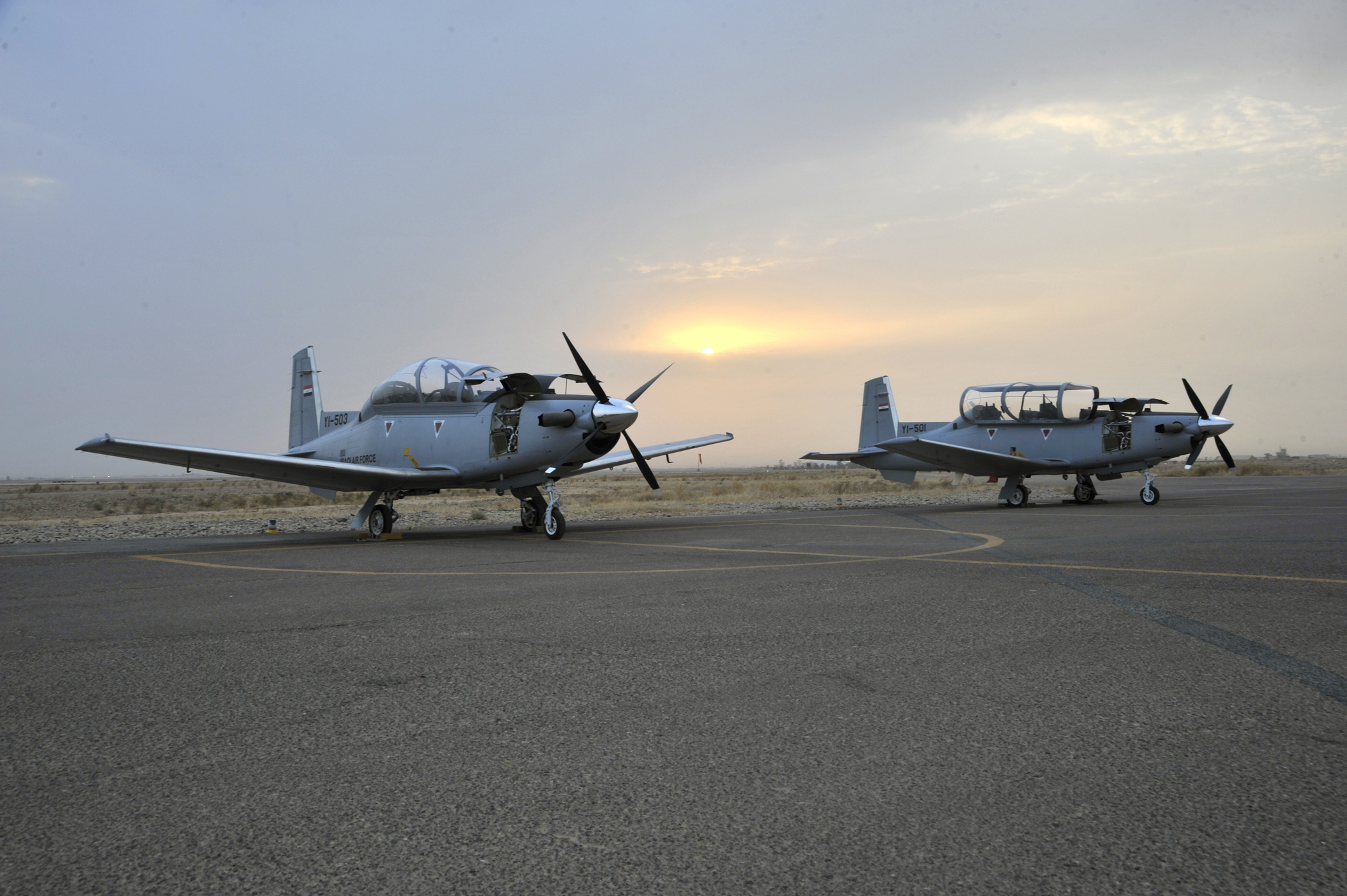
Två irakiska T-6A Texan II

  - Stationerade vid pilotutbildningen i Moose Jaw

 Tyskland
- Tysklands flygvapen (används för pilotutbildning i USA med USAF-färger)[19]

 Grekland
- Greklands flygvapen

 Israel
- Israels flygvapen[20]

 Irak
- Iraks flygvapen 15 beställda T-6A[21]

 Marocko
- Marockos flygvapen 24 beställda T-6C[15]

 USA
- USA:s flygvapen
  - Används vid de flesta pilotutbildningarna i landet, bland annat i Texas, Florida och Mississippi

## Olyckor och tillbud
- Två T-6 Texan II baserade vid Columbus Air Force Base kolliderade klockan 12:47 den 28 november 2007 i närheten av Columbus AFB Auxiliary flygfält i Shuqualak, Miss (Gunshy Auxiliary Airfield) Vid tidpunkten för olyckan bedrev flygplanen flygutbildningsverksamhet. Räddningstjänsten bekräftade på plats att alla fyra förarna hade skjutit sig ut ur flygplanen på ett säkert sätt.[22] Haverikommissionen fastslog efter utredning att den mänskliga faktorn  var orsaken till olyckan.[23]

- 24 september 2010 sköt två besättningsmän i en T-6 Texan II baserad vid Laughlin Air Force Base ut sig ur flygplanet när motorn i deras T-6 slutade att fungera. Flygplanet havererade på en ranch cirka 40 km öster om Laughlin nära staden Spofford, Texas. Besättningen klarade sig, dock fick eleven en allvarlig ryggskada och instruktören mindre skador. Flygplanet totalförstördes. Olyckan var det första T-6 haveriet för flygvapnet under 2010 och den sjätte totalt för flygplanstypen.[24] Flygvapnet fastställde att olyckan var resultatet av mänskliga faktorn. Pilotinstruktören stängde av misstag av motorn och tillämpade sedan felaktiga uppstartsförsök vilket resulterade i kraftiga skador på motorn.[25]